# نقد فلسفة الحق عند هيجل
نقد فلسفة الحق عند هيغل (بالألمانية: Zur Kritik der Hegelschen Rechtsphilosophie) مخطوط كتبه الفيلسوف السياسي الألماني كارل ماركس في عام 1843 في الحوليات الألمانية-الفرنسية Deutsch–Französische Jahrbücher.
لم ينشر المخطوط أثناء حياة ماركس (باستثناء المقدمة في عام 1844)، وفيها يعلق ماركس كتاب مواطنه الفيلسوف جورج ويلهلم فريدريش هيغل أصول فلسفة الحق فقرة فقرة. واحدة من انتقادات ماركس الرئيسية لهيغل في الوثيقة هو حقيقة أن العديد من الحجج جدلية تبدأ في التجريد.
يحتوي هذا العمل على صياغات نظرية ماركس الخاصة في الاغتراب التي تأثرت من أعمال لودفيغ فيورباخ. يدور العمل حول تحليل العلاقات بين المجتمع المدني و المجتمع السياسي، بما في ذلك إحدى أشهر تعليقات ماركس على وظيفة الدين في المقدمة.

## راجع أيضا
- أفيون الشعوب

## وصلات خارجية
- نص الكتاب بالعربية عن موقع الحوار المتمدن